# Punta Canas internationella flygplats
Punta Canas internationella flygplats (IATA: PUJ, ICAO: MDPC) (spanska: Aeropuerto Internacional Punta Cana) är en flygplats utanför Punta Cana i den östra delen av Dominikanska republiken. En del reguljära och charterflyg ankommer flygplatsen. Flygplatsen blev den första privatägda flygplatsen i världen.